# Bergfriedhof (Tübingen)

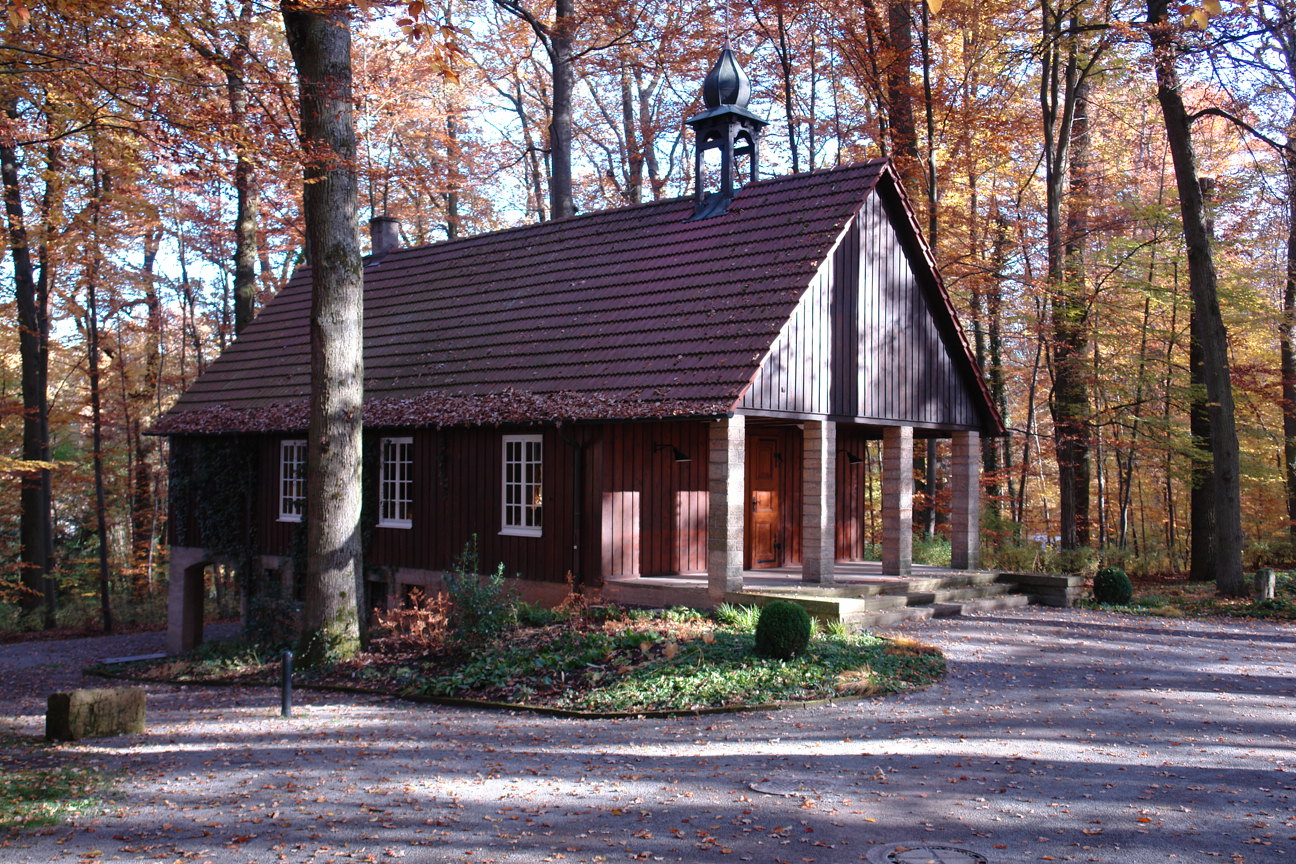
Waldkapelle des Tübinger Bergfriedhofs

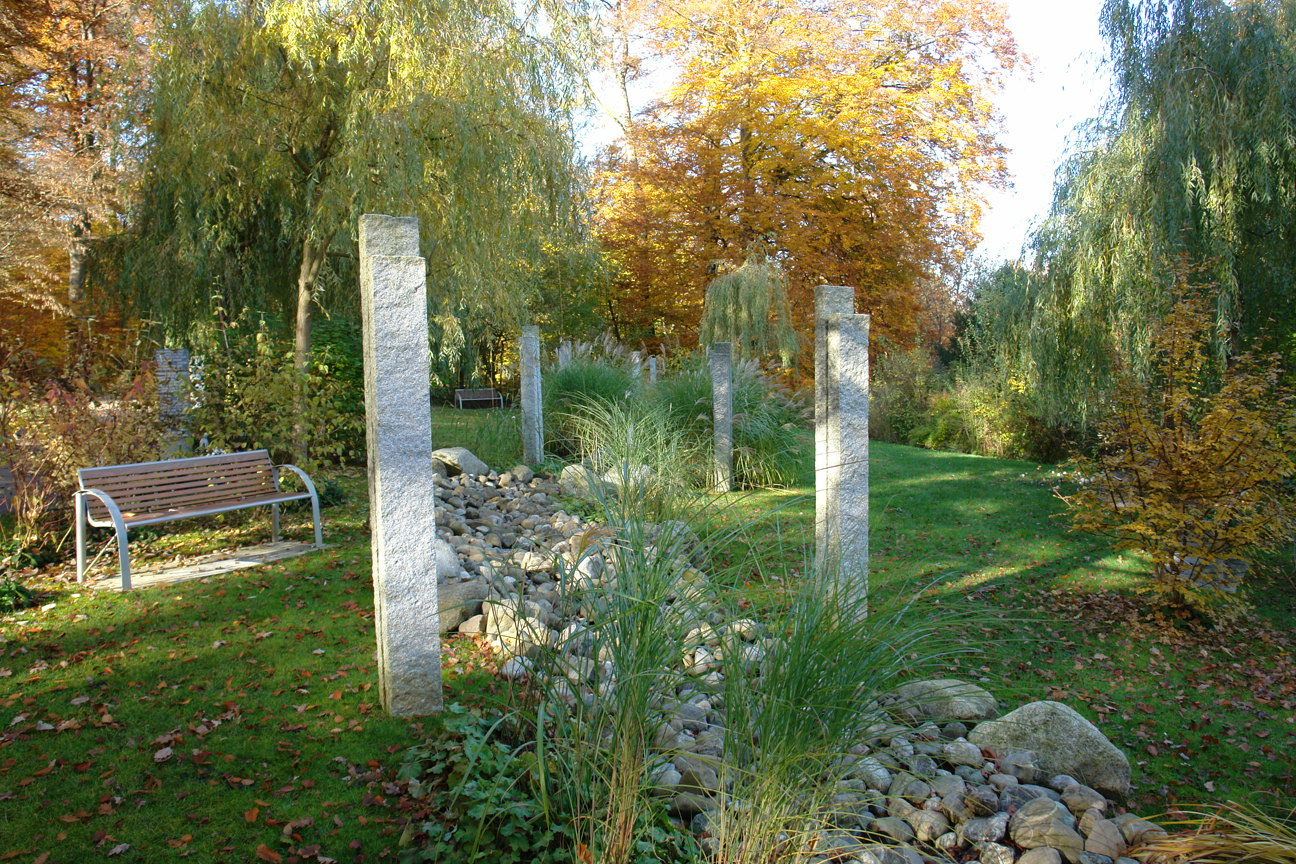
Urnengemeinschaftsgrab „Fluß der Zeit“

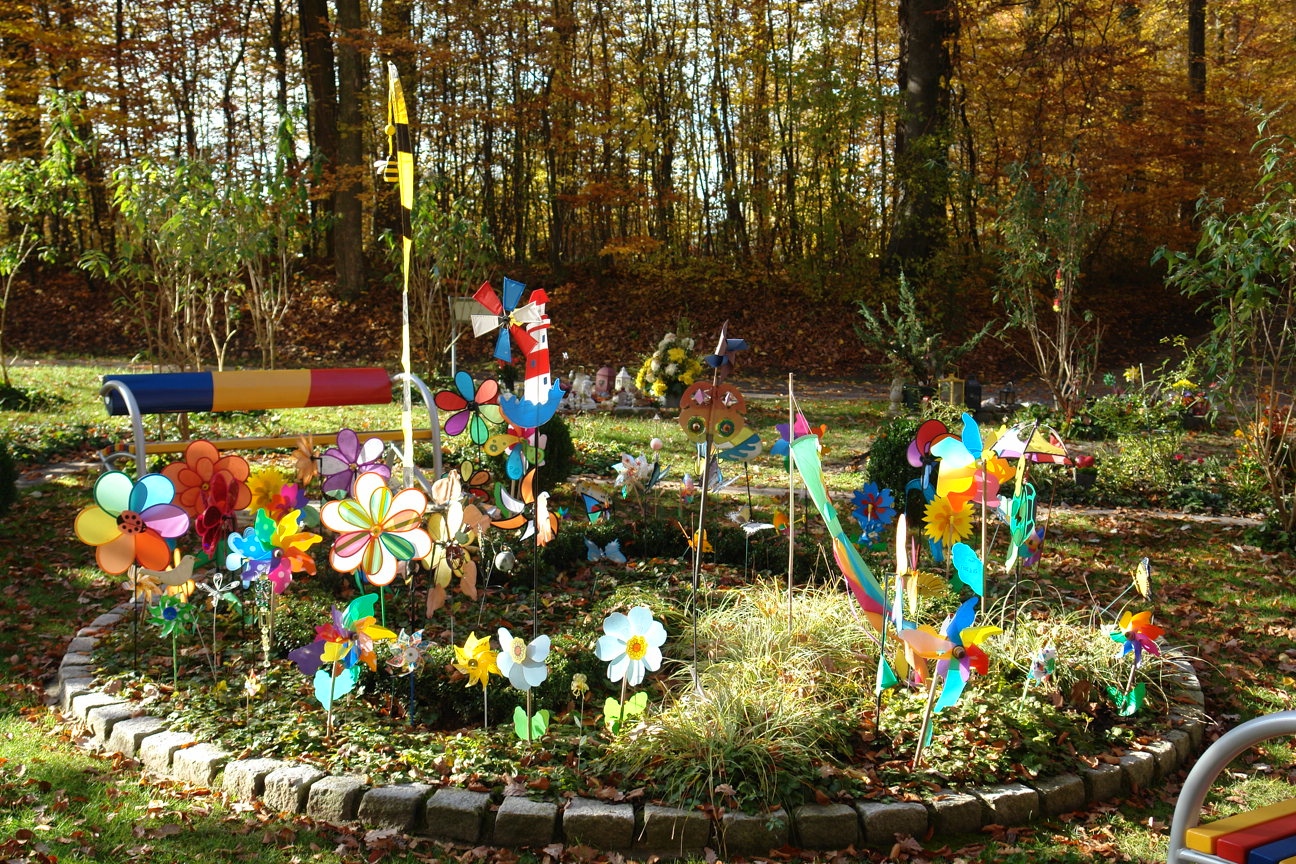
Urnengemeinschaftsgrab „Schmetterling“ für Totgeburten und Kleinkinder

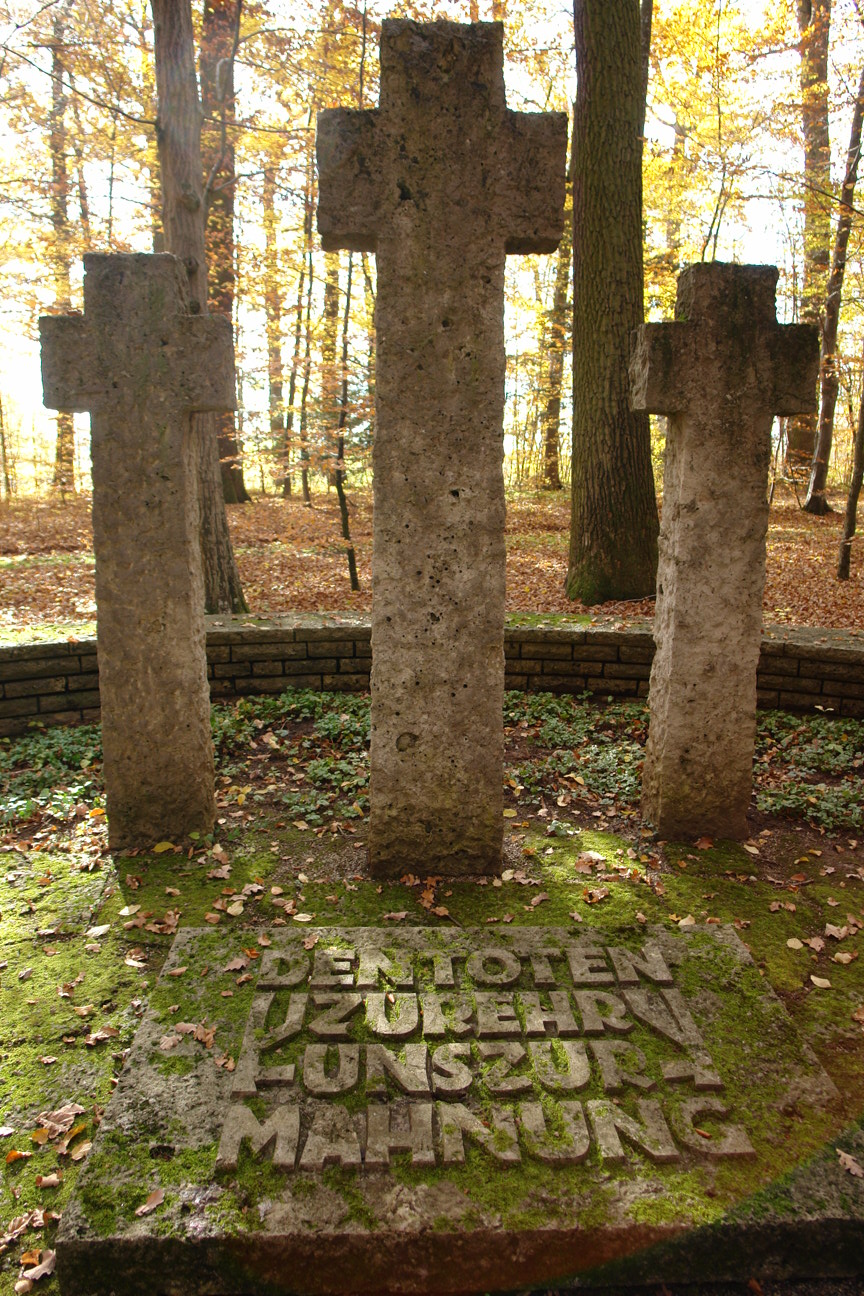
Kriegsgräbergedächtnis-Stätte von Ugge Bärtle: „Den Toten zur Ehr – Uns zur Mahnung“

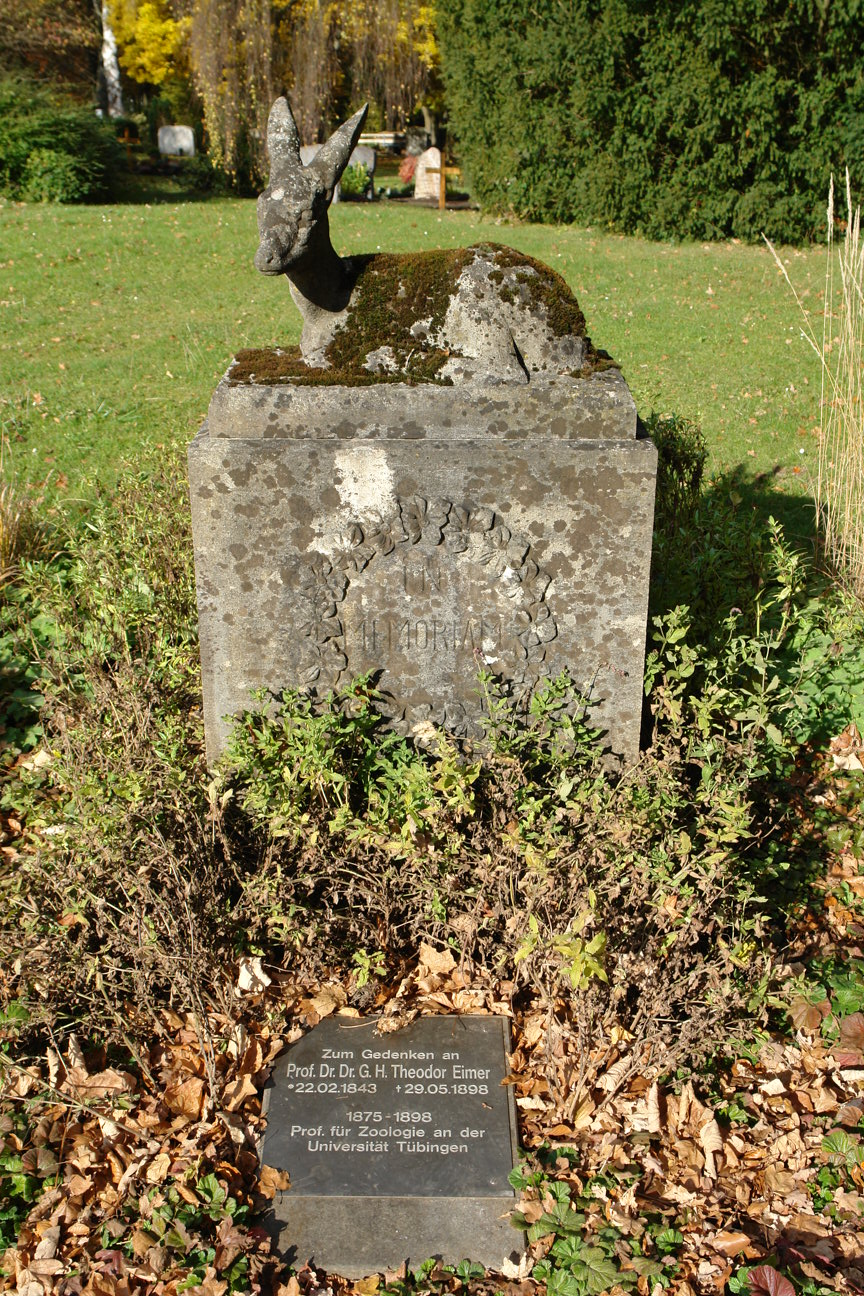
Gedenkstein für Theodor Eimer

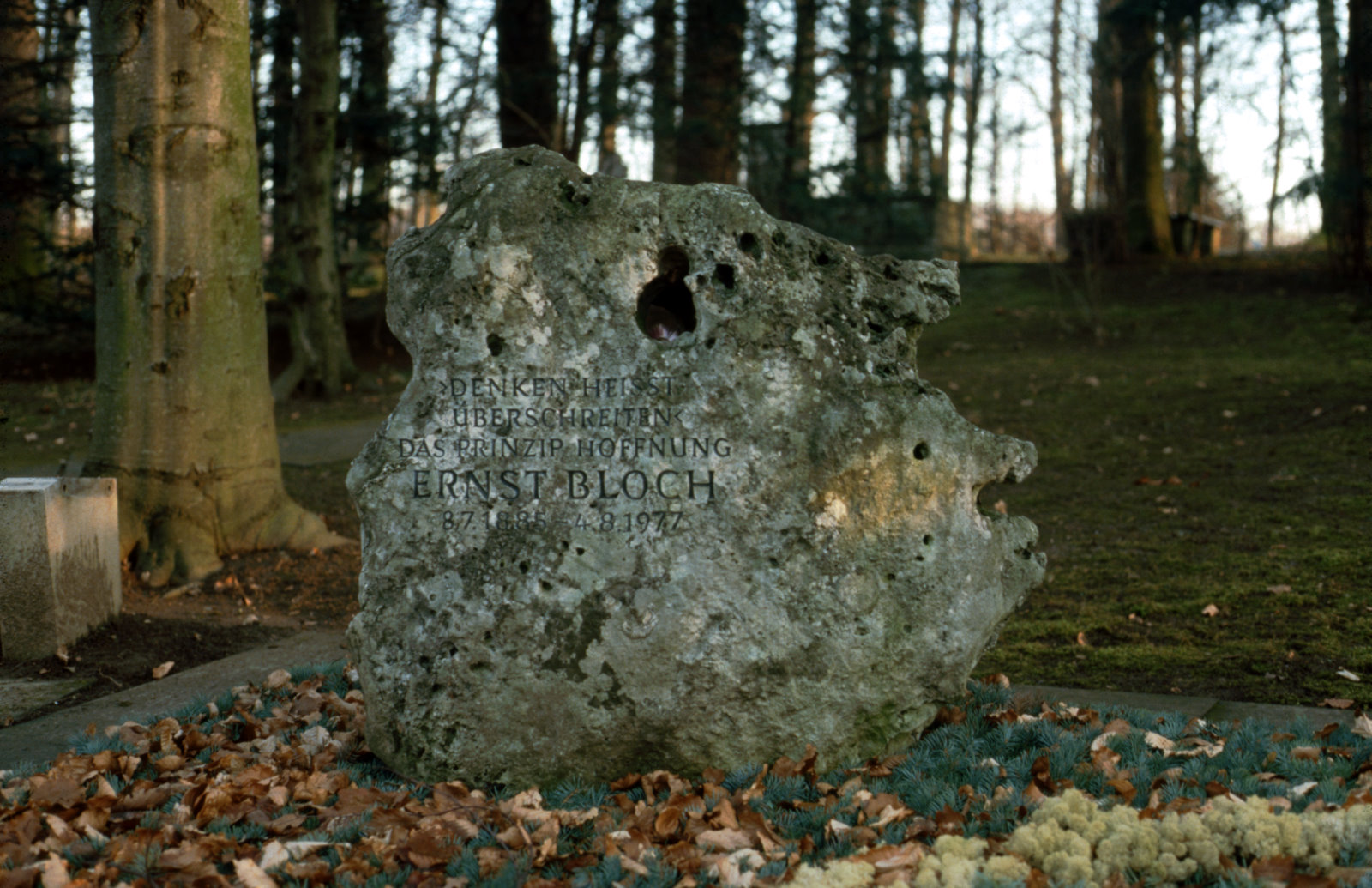
Grabstein von Ernst Bloch

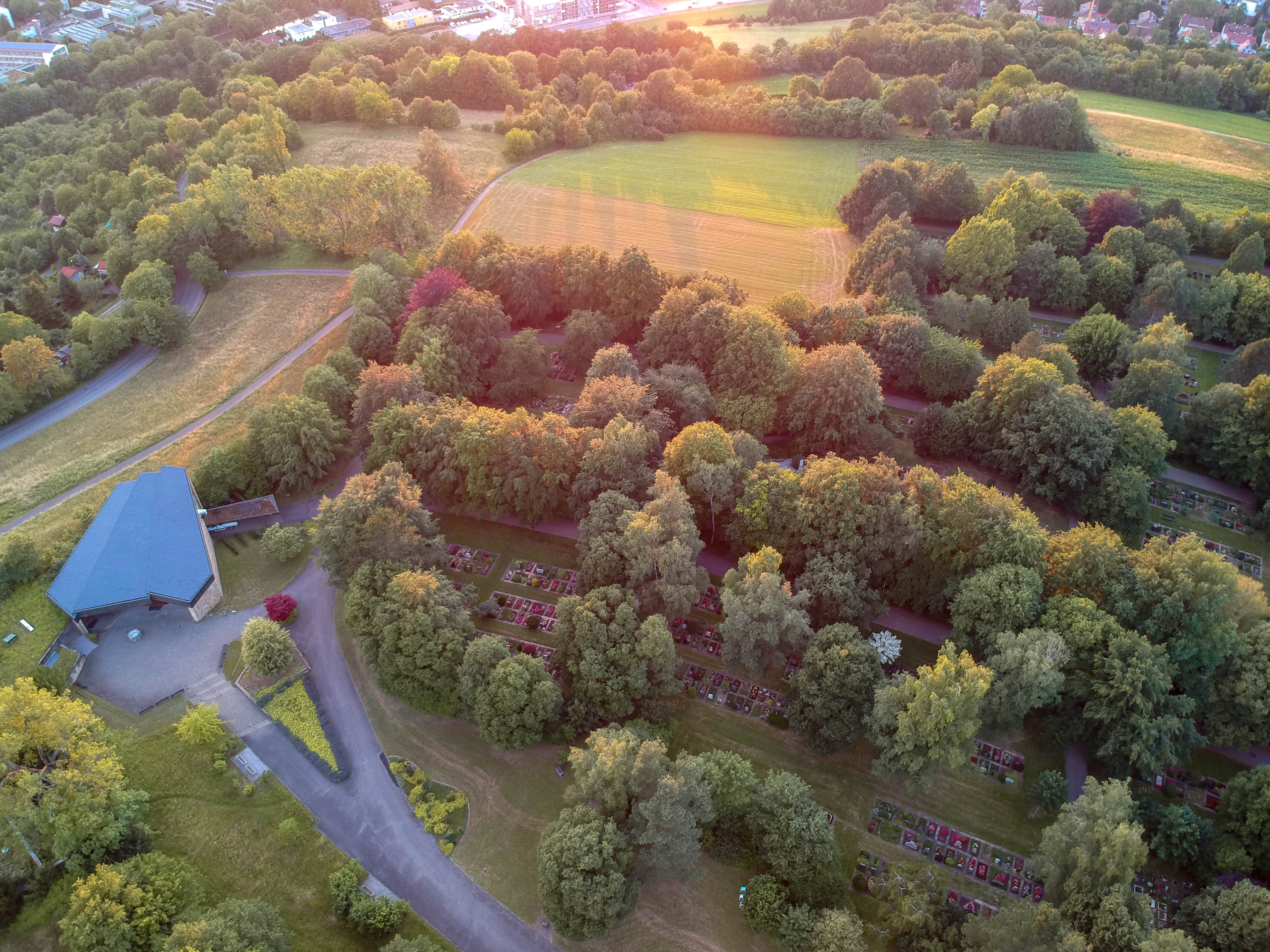
Aus der Luft Blickrichtung Norden

Der Bergfriedhof auf dem Tübinger Galgenberg wurde 1950 offiziell eröffnet und ist seitdem als einer von vierzehn Friedhöfen der Hauptfriedhof der Stadt. Bereits zuvor mussten während des Zweiten Weltkriegs aus Platzmangel auf dem im Käsenbachtal gelegenen Stadtfriedhof erste Bestattungen auf dem Galgenberg in der Nähe der Kalleehöhe vorgenommen werden.

## Geschichte
Im Jahr 1945 wurde das etwa 24 Hektar große Gelände bereitgestellt und sofort mit der Planung und Anlage begonnen. Bereits 14 Tage später fand die erste Beerdigung statt. In einem bestehenden Eichenhain wurden 410 im Zweiten Weltkrieg gefallene Soldaten und 14 Tübinger Luftkriegstote zur letzten Ruhe gebettet. Im Frühjahr 1948 wurde dieses Gräberfeld unter der Leitung von Gartenarchitekt Hans Koch neu gestaltet.
Als erstes Gebäude wurde die Waldkapelle in der Nähe des Kriegsgräberfeldes am 16. Juli 1950 unter reger Anteilnahme der Tübinger Bevölkerung eingeweiht. Nach der Eröffnung der großen Trauerhalle mit 250 Sitzplätzen am Totensonntag 1969 geriet die Waldkapelle zunehmend in Vergessenheit. Im Dezember 2006 beschloss der Tübinger Gemeinderat auf Initiative der Friedhofsverwaltung die Renovierung und Wiedereröffnung der denkmalgeschützten Waldkapelle, um dem Wunsch nach kleineren Räumlichkeiten mit bis zu 40 Sitzplätzen nachzukommen. Die denkmalgerecht sanierte Kapelle wurde im Oktober 2007 wiedereröffnet.
Der Bergfriedhof hat auch moderne Anlagen. Es gibt beispielsweise Gemeinschaftsgrabanlagen wie Garten der Zeit, Fluss der Zeit und eine Abteilung für Totgeburten, Schmetterling, deren Planungskonzept auf ein neues Verständnis des Ortes „Friedhof“ schließen lassen. Muslime werden bisher innerhalb der bestehenden Grabfelder und der Kindergemeinschaftsgrabstätte bestattet, da deren Lage eine nach Mekka ausgerichtete Bettung des Leichnams nach den islamischen Vorschriften ermöglicht.

## Bestattete Personen
Der Bergfriedhof ist nicht ganz so prominent belegt wie der Stadtfriedhof, hat aber durch die Nähe zur Universität Tübingen einige prominente bestattete Personen:
- Ugge Bärtle (1907–1990); Bildhauer.[4]
- Willi Karl Birn (1907–2000); Regierungspräsident von Südwürttemberg-Hohenzollern. Träger der Baden-Württembergischen Verdienstmedaille.[5]
- Emma Brunner-Traut (1911–2008); Ägyptologin.
- Ernst Bloch (1885–1977); marxistischer Philosoph.
- Karola Bloch geb. Piotrowska (1905–1994); Architektin, Publizistin, Kommunistin und Aktivistin in Frauen- und Antiatomkraftbewegung.
- Eberhard Braun (1941–2006); Philosoph, marxistischer Theoretiker und Professor für Philosophie an der Universität Tübingen.
- Helmut Calgéer (1922–2010); Musiker.[6]
- Alfred Czarnetzki (1937–2013); Anthropologe und Entdecker von vier fossilen Funden der Gattung Homo.
- Lew Druskin (1921–1990); russischer Lyriker.[7]
- Manfred Eggstein (1927–1993); Internist.
- Theodor Eimer (1843–1898); Zoologe. Nach ihm wurden die sogenannten Eimerschen Organe von Maulwürfen benannt.
- Gerhard Flaadt (1937–2001); Realschullehrer sowie Dirigent und Chorleiter des Liederkranz 1837 Schwenningen e. V.[8]
- Theodor Eschenburg (1904–1999); Politikwissenschaftler, Staatsrechtler und erster Lehrstuhlinhaber für Politikwissenschaften in Deutschland.
- Konrad Gaiser (1929–1988); Platon-Interpret und Ordinarius für Klassische Philologie in Tübingen.
- Helmuth von Glasenapp (1891–1963); Indologe und Religionswissenschaftler.
- Egon Gramer (1936–2014); Autor, Germanist und Pädagoge.
- Hermann Grees (1925–2009); Professor für Geografie an der Universität Tübingen.
- Hartmut Gründler (1930–1977); Tübinger Lehrer, der sich aus Protest gegen „Falschinformationen“ in der Atompolitik selbst verbrannte.[9]
- Wolf-Dietrich Hardung (1927–2009); Dekan des Kirchenbezirks Bad Cannstatt und Mitbegründer der Friedensorganisation „Ohne Rüstung Leben“.[10]
- Martin Hengel (1926–2009); evangelischer Theologe.
- Willi Hennig (1913–1976); Biologe.
- Fred von Hoerschelmann (1901–1976) war ein deutscher Schriftsteller und Hörspielautor. Sein Grab sollte auf Antrag von Elisabeth Noelle-Neumann auf den Tübinger Stadtfriedhof umverlagert werden, aber der Antrag wurde abgelehnt.[11]
- Hildebrecht Hommel (1899–1996); klassischer Philologe
- Peter Jablonka (1961–2019); Prähistoriker
- Otto Kehr (1914–2009); Gründer der Evangelischen Telefonseelsorge Stuttgart und Gesamtleiter der Evangelischen Gesellschaft.[12]
- Ernst Kretschmer (1888–1964); Psychiater. Er erforschte die menschliche Konstitution und stellte eine Typenlehre auf.
- Friedrich Lang (1913–2004); Pfarrer und Theologe sowie 1956–1970 Ephorus des Tübinger Stiftes.
- Rüdiger Lutz (1953–2006); Architekt, Publizist, Zukunftsforscher und Futurologe.
- Walter F. Otto (1874–1958); Altphilologe und Religionswissenschaftler.
- Dieter Pohmer (1925–2013); Wirtschaftswissenschaftler und Hochschullehrer an der Eberhard-Karls-Universität Tübingen.
- Herbert Rösler (1924–2006); Künstler und der Gründer der christlichen Arbeits- und Lebensgemeinschaft Gruppe 91 (G91) in Tübingen.
- Hans Rothfels (1891–1976); deutsch-amerikanischer Historiker.
- Emilie Sauer (1874–1959); Wirtin der nach ihr benannten Gaststätte Tante Emilie, für die die Universität und die Stadt am Abend des 25. Juli 1951 einen Fackelzug mit 3000 Teilnehmern organisierten.[13]
- Wolfgang Schadewaldt (1900–1974); Literaturwissenschaftler, Altphilologe, Übersetzer und Ordinarius für Klassische Philologie.
- Otto Heinrich Schindewolf (1896–1971); Paläontologe, Professor und Rektor an der Eberhard Karls Universität Tübingen
- Ursula Schröder (1916–2009); Tübinger Friedensaktivistin[14]
- Heinrich Friedrich Siedentopf (1906–1963); Astronom
- Martin Thust (1892–1969); von 1947 bis 1960 Pfarrer in Holzgerlingen.[15][16]
- Otto Wilhelm von Vacano (1910–1997); klassischer Archäologe.
- Carl Watzinger (1877–1948); klassischer Archäologe.
- Johannes Winkler (1874–1958); Missionsarzt mit ethnologischem Interesse an der Kultur der Toba-Batak auf Sumatra.[17][18]

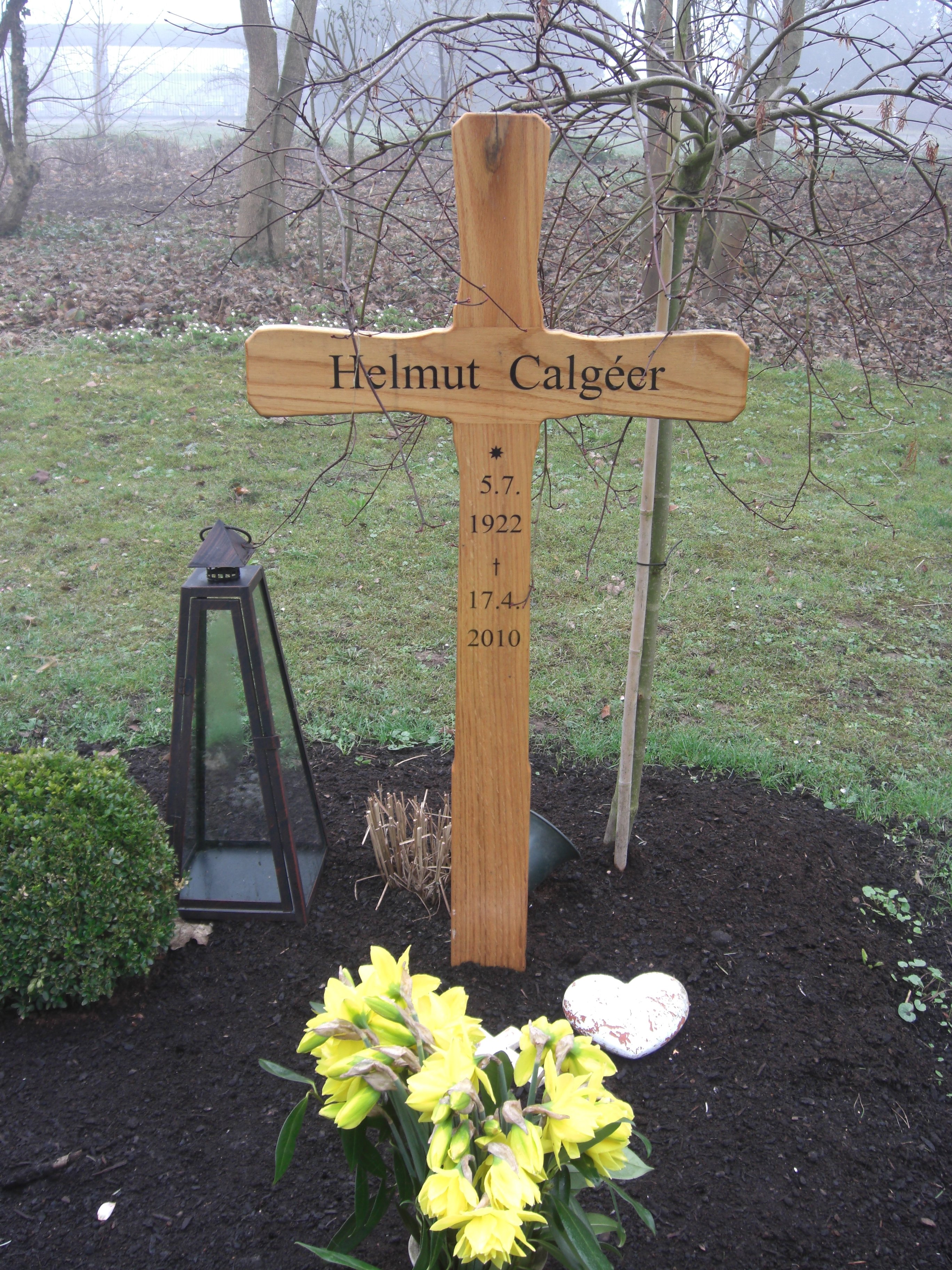
Helmut Calgéer (1922–2010)
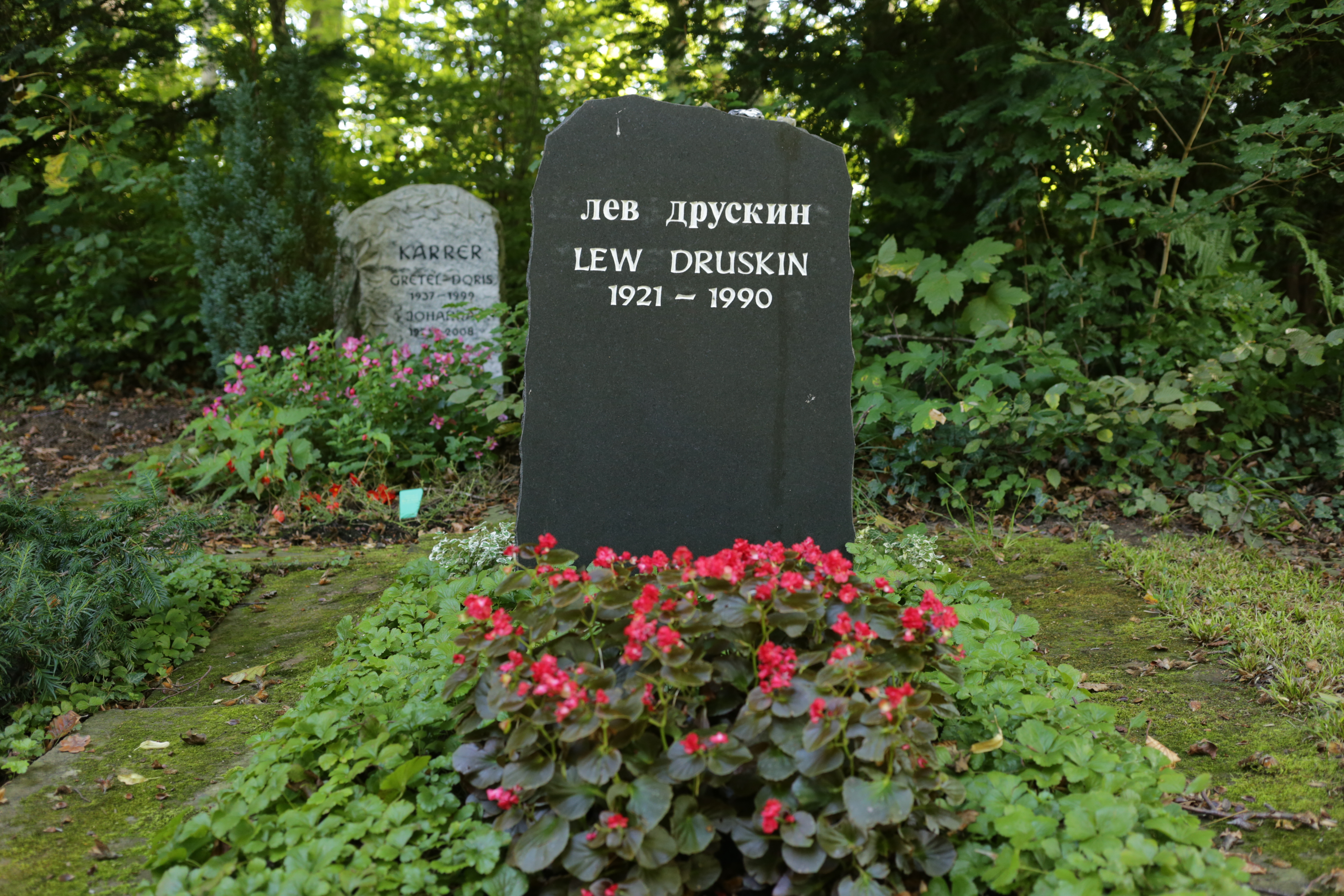
Lew Druskin (1921–1990)
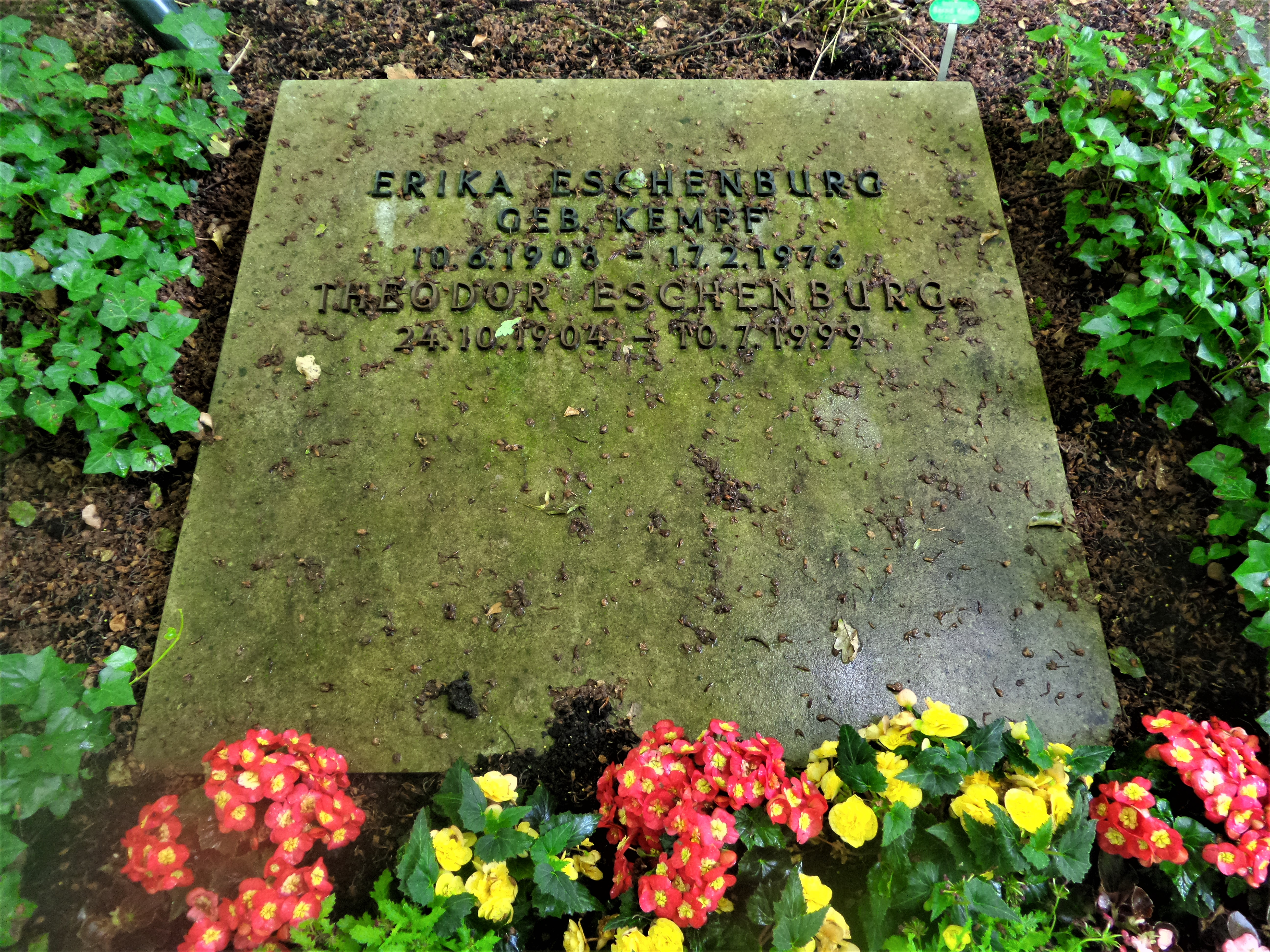
Theodor Eschenburg (1904–1999)
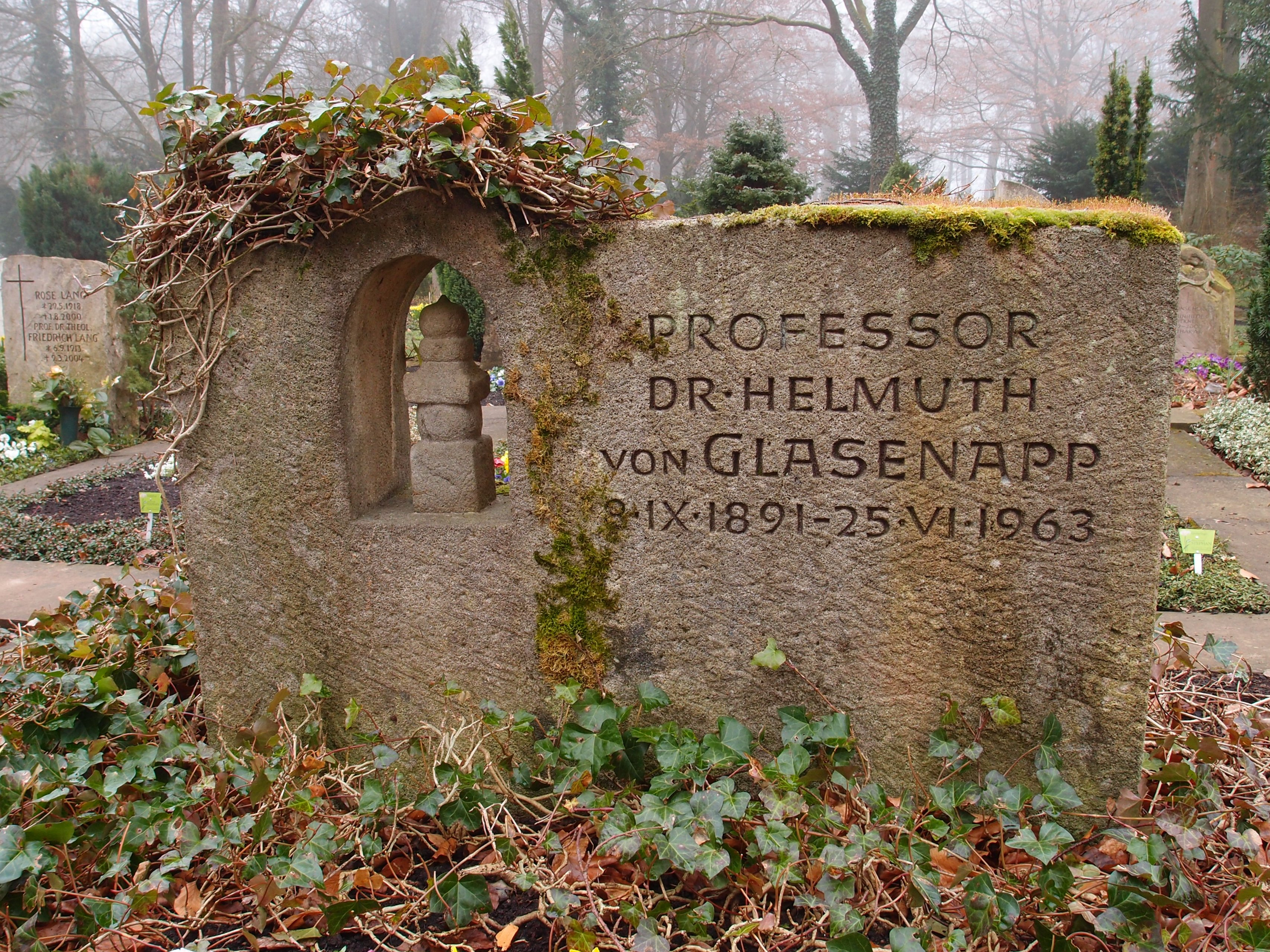
Helmuth von Glasenapp (1891–1963)
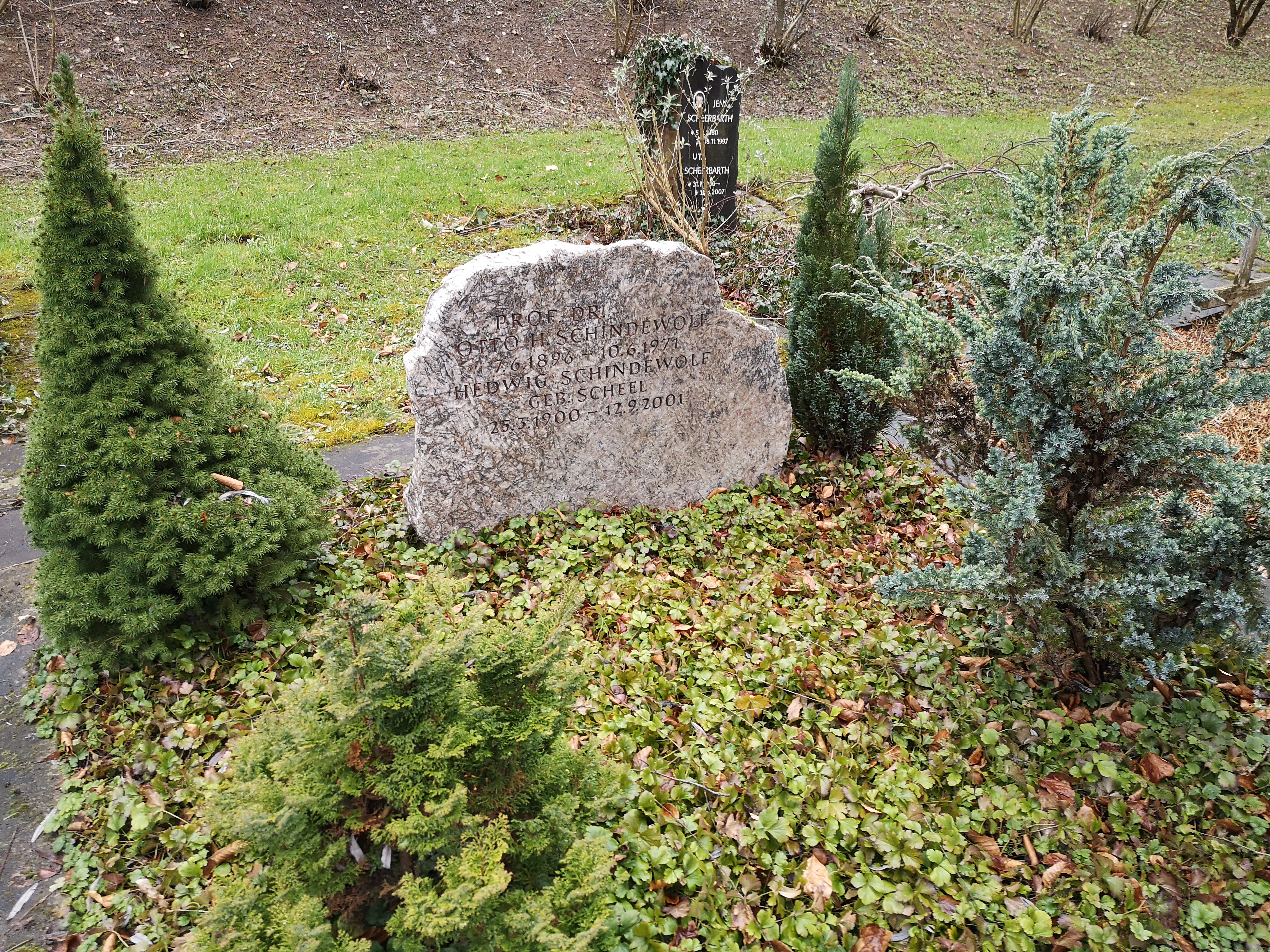
Otto Heinrich Schindewolf (1896–1971)
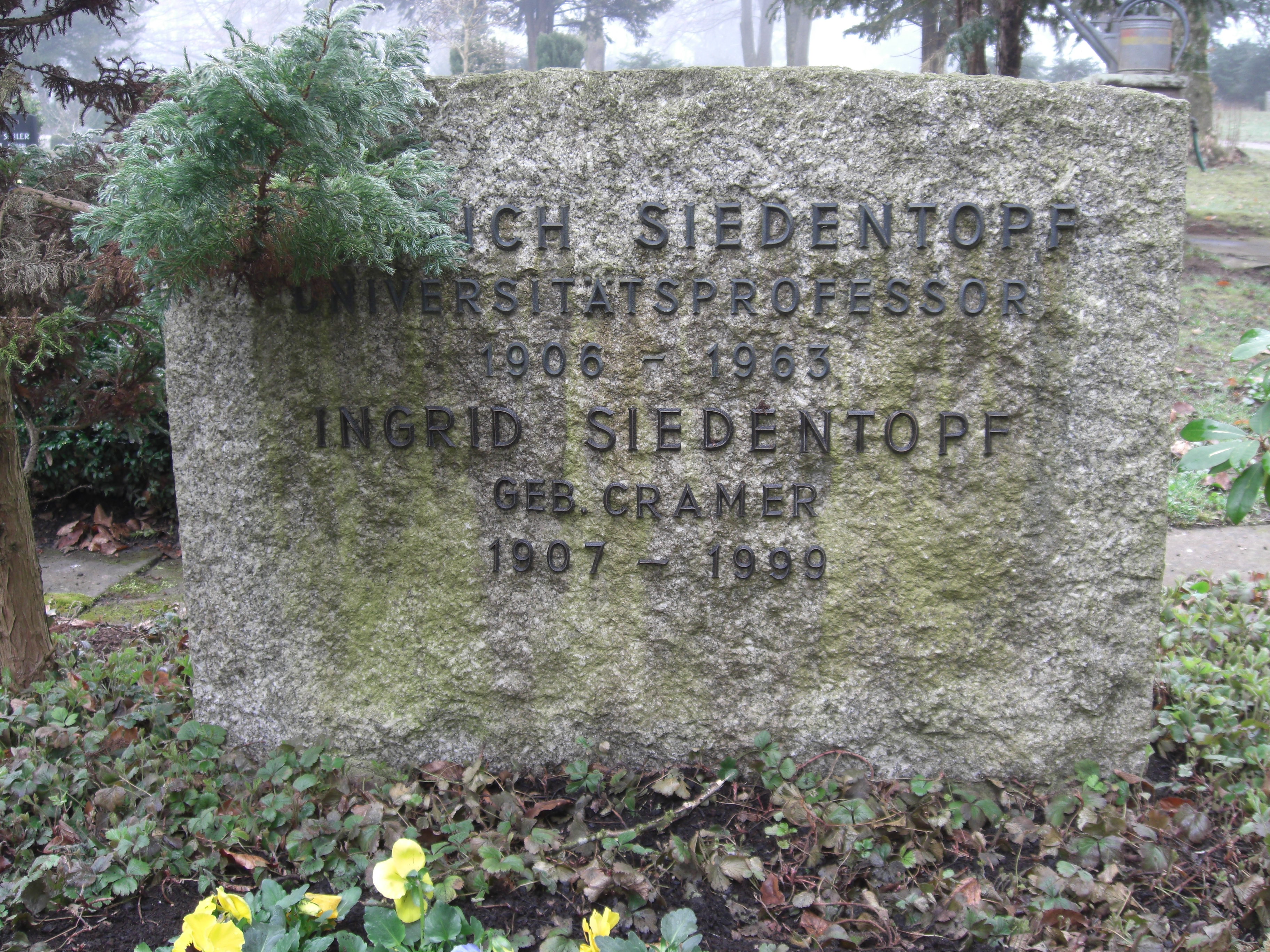
Heinrich Friedrich Siedentopf (1906–1963)

## Die Glocke
Die 400 kg schwere historische b-Glocke der Aussegnungshalle des Bergfriedhofs stammt aus der Werkstatt eines bekannten Rokoko-Meisters trägt die Inschrift: „CHRISTIAN LUDWIG NEUBERT GOSS MICH IN LUDWIGSBURG ANNO 1763.“ Die Gießerei von Christian Ludwig Neubert ist bekannt, weil sich Friedrich Schiller dort die Anregungen für sein Lied von der Glocke geholt haben soll.
Die Glocke ist mit Girlanden aus Früchten und Fruchtgehängen verziert. Ihr Durchmesser beträgt 86 cm, ihre Höhe 67 cm. Seit 2008 kann die Friedhofsglocke auch von der Waldkapelle aus über eine Funkfernsteuerung geläutet werden.
Bevor die Glocke 1969 auf den Bergfriedhof gebracht wurde, läutete sie im Geläut der evangelischen St. Peterskirche in Dußlingen, die im Dezember 1960 neue Glocken bekommen hatte. Die Glocke wurde 2008 im Glockenschweißwerk Lachenmeyer in Nördlingen ausgebessert, um den ursprünglichen Klang wiederherzustellen, indem die ausgeschlagenen Stellen der Glocke instand gesetzt wurden.

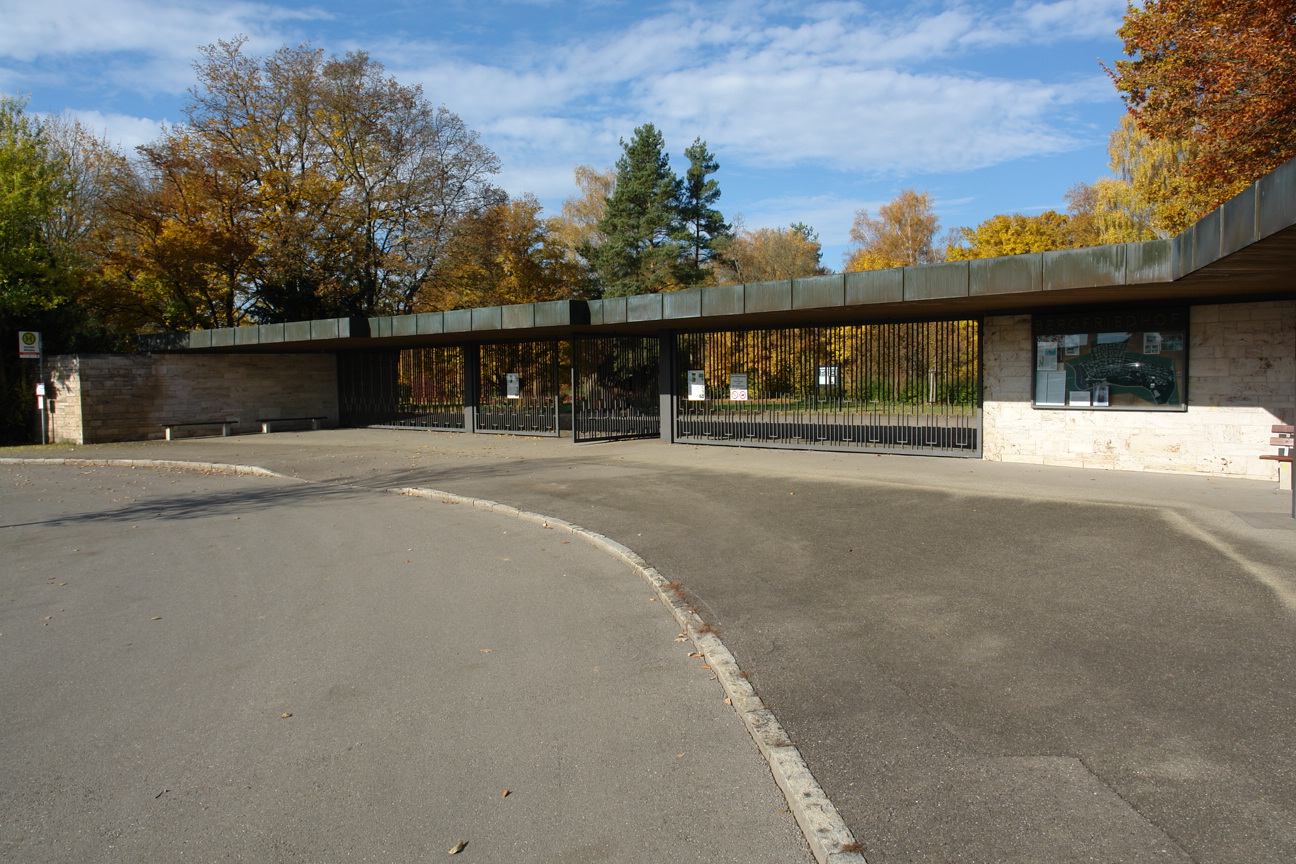
Haupteingang des Tübinger Bergfriedhofes
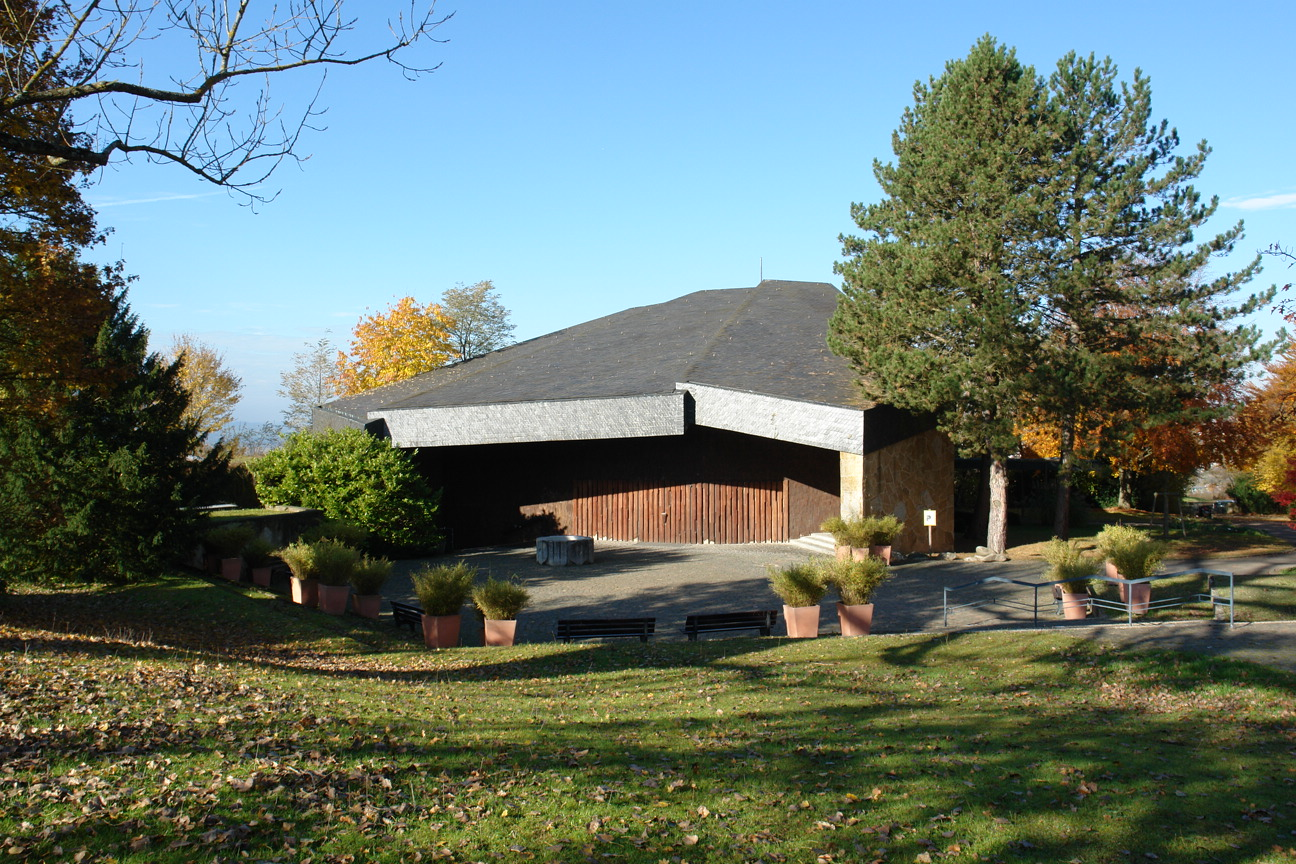
Aussegnungshalle des Tübinger Bergfriedhofes
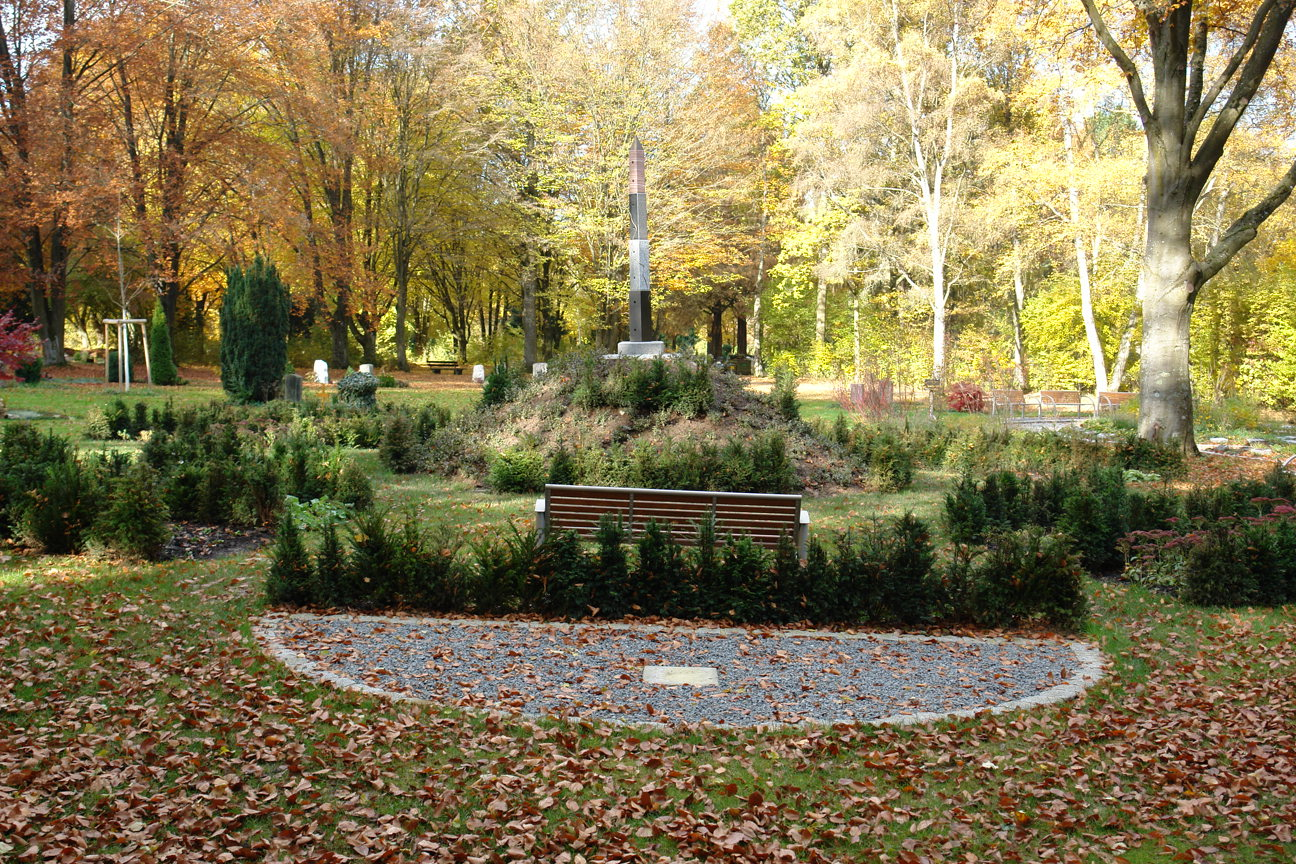
Urnengemeinschaftsgrab „Garten der Erinnerung“
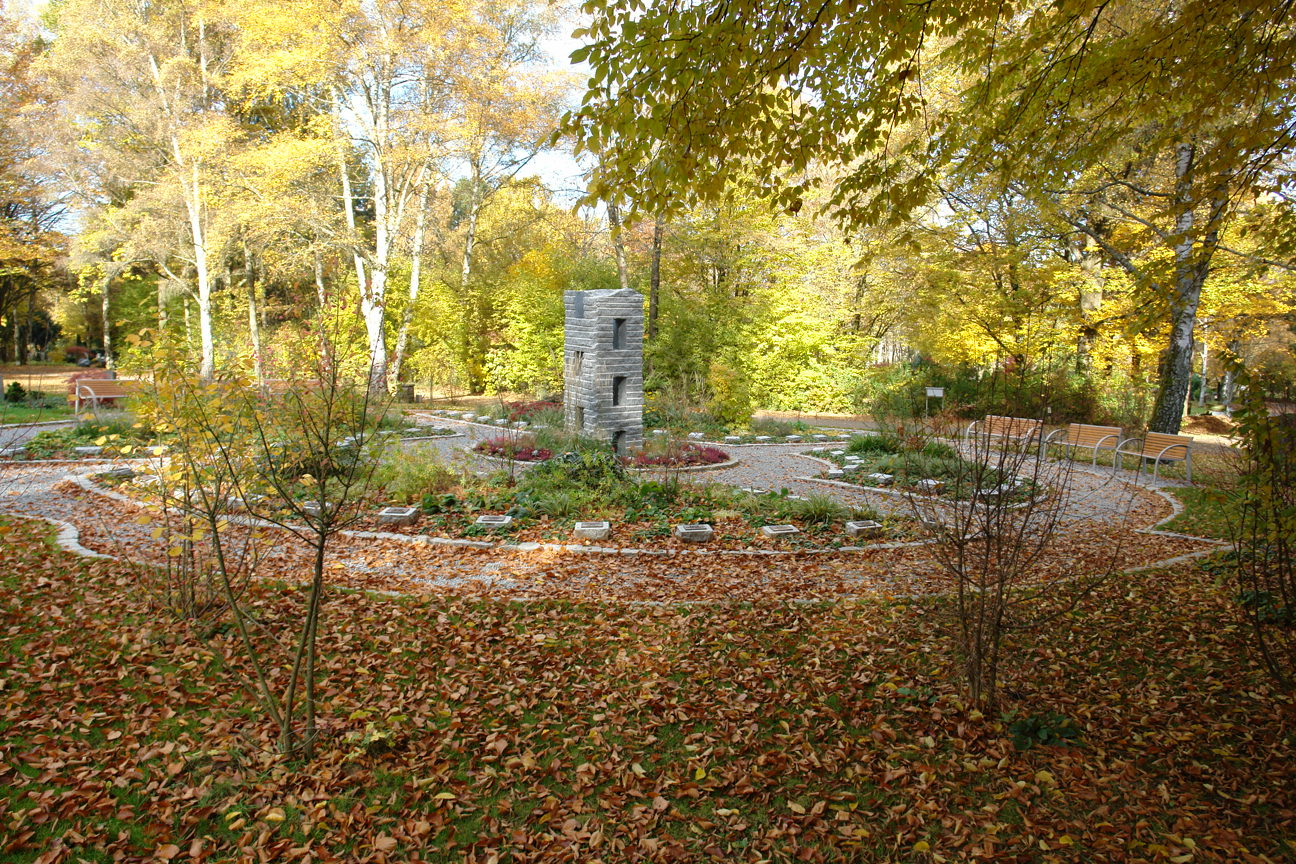
Urnengemeinschaftsgrab „Garten der Erinnerung II“